# Mount Barker Council
Koordinaten: 35° 4′ S, 138° 51′ O

Der District Council of Mount Barker ist ein lokales Verwaltungsgebiet (LGA) im australischen Bundesstaat South Australia. Das Gebiet ist etwa 595 km² groß und hat etwa 39.000 Einwohner (2021).
Mount Barker liegt in der Region Outer Adelaide etwa 30 Kilometer südöstlich des Stadtzentrums der Metropole Adelaide. Das Gebiet beinhaltet 32 Ortsteile und Ortschaften: Biggs Flat, Blakiston, Brukunga, Bugle Ranges, Bull Creek, Callington, Chapel Hill, Dashwood Gully, Dawesley, Echunga, Flaxley, Hahndorf, Harrogate, Hay Valley, Jupiter Creek, Kanmantoo, Littlehampton, Macclesfield, Meadows, Mount Barker, Mount Barker Springs, Nairne, Native Valley, Paechtown, Paris Creek, Petwood, Philcox Hill, Prospect Hill, Shady Grove, St Ives, Totness und Wistow. Der Verwaltungssitz des Councils befindet sich in der Ortschaft Mount Barker im Zentrum der LGA, wo etwa 21.600 Einwohner leben (2021).

## Verwaltung
Der Council von Mount Barker hat elf Mitglieder, zehn Councillors werden von den Bewohnern der drei Wards gewählt (vier aus dem Central und je drei aus dem South und dem North Ward). Diese drei Bezirke sind unabhängig von den Ortschaften festgelegt. Der Ratsvorsitzende und Mayor (Bürgermeister) wird zusätzlich von allen Bewohnern der LGA gewählt.